# NGC 2983
NGC 2983 (другие обозначения — ESO 566-3, MCG −3-25-17, UGCA 176, PGC 27840) — галактика в созвездии Гидра.
Этот объект входит в число перечисленных в оригинальной редакции «Нового общего каталога».
Галактика имеет протяжённую «линзу» и бар, на долю которого приходится 17 % светимости NGC 2983. В этом баре наблюдается отклонения движений звёзд от круговых. Дисперсия скоростей максимальна в ядре галактики.